# El Planell (Tona)
El Planell és una masia de Tona a la comarca d'Osona. Forma part del'Inventari del Patrimoni Arquitectònic de Catalunya.

## Descripció
Gran propietat situada en una esplanada entre Tona i la Serra de Font Joana. Hi ha un edifici central cobert amb teulada als quatre vents en forma de casal amb balcons i finestres treballades amb pedra i també un portal adovellat a la façana principal. A les façanes dreta hi ha un cos afegit formant una amplia galeria amb deu obertures d'arc rebaixat. També té una torreta i una església dedicada a Sant Antoni a la part esquerre posterior, així com d'altres edificis auxiliars. Diferents llices i un mur encerclen la casa i els horts.

### Pou
Situat en un pla davant el Planell. És de secció circular revestit amb obra, cobert per una teulada de teula àrab d'una sola vessant, amb una obertura, tancada per una porta de fusta que permet l'accés a la politja que sosté la galleda per agafar l'aigua.
La majoria dels masos de Tona tenien un pou d'aigua a prop, degut a la facilitat d'arribar als corrents d'aigües subterrànies.

## Història
El Planell és citat en nombroses capbreus i fogatges de l'època medieval, i ja existia al segle xv, si bé la construcció i situació són pròpies del segle xviii. A través del temps va ser ampliat pels hereus d'aquest llinatge que encara subsisteix. L'any 1814 trobem Josep de Planell com a procurador Síndic i a l'any 1852 Ramon Planell com a batlle de Tona.